# Ophiurida
Ophiurida — ряд голкошкірих тварин класу Офіури (Ophiuroidea). Представники ряду поширені по всіх океанах на різних глибинах. Вони живляться водоростями та детритом.

## Опис
Верхня поверхня диска Ophiurida покрита лусочками. Вони мають сумки для дихання та екскреції, а також присутні спинний і черевний щитки та звичайно добре розвинені. Промені є нерозгалуженими і нездатними намотуватись вертикально. Більшість з них п'ятипроменеві, але деякі несуть чотири, шість чи сім променів. Мадрепоріти знаходиться на поверхні порожнини рота. Травні залози лежать повністю в межах центрального диска.

## Класифікація
Ряд поділяється на підряди та інфраряди:
- Ophiomyxina
- Ophiurina
  - Hemieuryalina
  - Chilophiurina
  - Gnathophiurina
  - Ophiodermatina
  - Ophiolepidina